# Coda (Mensch)
Als Coda wird ein (hörendes) Kind gehörloser Eltern verstanden (englisch child of deaf adult). 90 % der Kinder gehörloser Erwachsener können normal hören, was zu einer bedeutenden und weit verbreiteten CODA-Gemeinschaft auf der ganzen Welt führt. Das Akronym KODA (kid of deaf adult) wird manchmal verwendet, um sich auf Codas unter 18 Jahren zu beziehen.
Der Begriff wurde von Millie Brother geprägt, die auch die Organisation CODA gründete, die als Ressource und Gemeinschaftszentrum für Kinder gehörloser Erwachsener dient und sowohl eine Laut- als auch eine Gebärdensprache spricht und sich bikulturell mit der Gehörlosenkultur und Hörendenkultur identifiziert. Codas navigieren oft an der Grenze zwischen der Welt der Gehörlosen und der Welt der Hörenden und fungieren als Bindeglied zwischen ihren gehörlosen Eltern und der Welt der Hörenden, in der sie leben.

## Coda-Identität
Viele Codas identifizieren sich weder mit der „Welt der Hörenden“ noch mit der „Welt der Gehörlosen“. Vielmehr identifizieren sie sich einfach als Codas: eine Brücke zwischen den beiden „Welten“, da sie sich oft in der Mitte von beiden befinden. Während Codas möglicherweise einige Ähnlichkeiten zwischen sich und ihren hörenden Altersgenossen feststellen, stellen sie möglicherweise auch fest, dass ihre Erziehung innerhalb der Gehörlosengemeinschaft und -kultur sie von anderen unterscheidet. Codas mit Cochlea-Implantat sind oft noch stärker zwischen diesen Welten vermischt. Sie kommunizieren mit ihren Familien durch Gebärden, aber mit der Welt der Hörenden durch Sprechen.

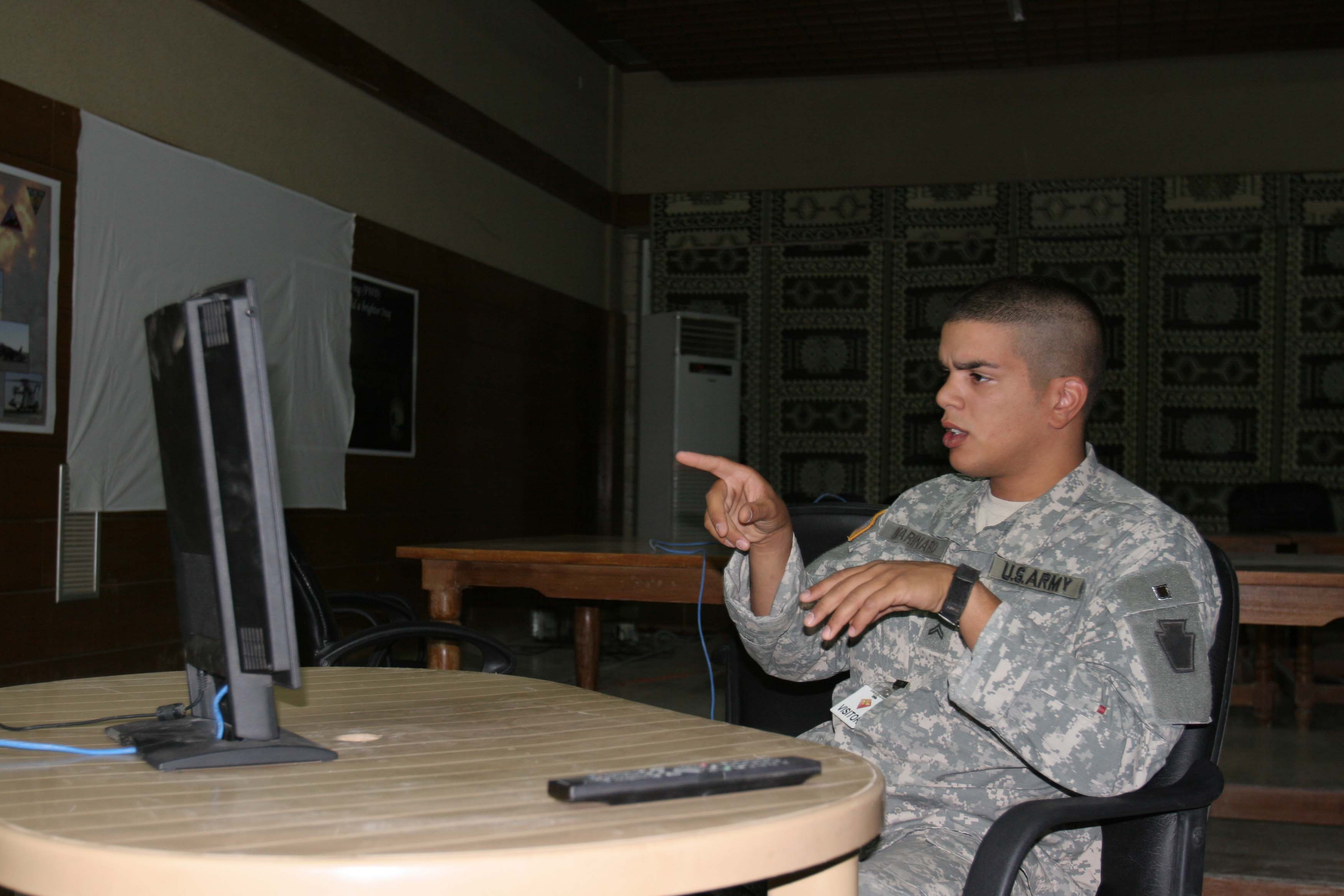
Coda kommuniziert mit Eltern über Videotechnologie

## Mögliche Herausforderungen beim Hören von Codas
Wenn zu Hause keine Lautsprache verwendet wird, kann es bei Codas zu einer Verzögerung des Lautspracheerwerbs kommen. Lautsprache wird in der Regel ohne Unterricht erworben, wenn die Kinder schon in relativ jungem Alter mit der hörenden Gemeinschaft in Berührung kommen, sei es durch andere Familienmitglieder oder in der Schule.
Die Herausforderungen, denen sich hörende Kinder gehörloser Erwachsener gegenübersehen, ähneln denen vieler Kinder von Einwanderern der zweiten Generation. So wie viele Eltern von Einwanderern der ersten Generation häufig Schwierigkeiten haben, in der (gesprochenen) Mehrheitssprache zu kommunizieren, und sich auf die bessere Sprachkompetenz ihrer zweisprachigen Kinder verlassen, so verlassen sich gehörlose Eltern möglicherweise auf hörende Kinder, die praktisch fließend zweisprachig sprechen. Diese Dynamik kann dazu führen, dass Codas als Dolmetscher für ihre Eltern fungieren, was besonders problematisch sein kann, wenn ein Kind Codas aufgefordert wird, Nachrichten zu interpretieren, die kognitiv oder emotional für sein Alter unangemessen sind. Beispielsweise kann ein Kind im Schulalter aufgefordert werden, seinem gehörlosen Elternteil die Diagnose einer schwerwiegenden Erkrankung zu erklären.
Darüber hinaus sind Codas häufig Vorurteilen gegenüber ihrer Familie ausgesetzt. Die Isolation kann das Kind seiner normalen sozialen Fähigkeiten berauben. Viele Menschen gehen möglicherweise davon aus, dass die ganze Familie taub ist, weil alle in der Lage sind, zu gebärden und auf diese Weise zu kommunizieren. Passanten machen möglicherweise in Gegenwart dieser Familie negative Bemerkungen über die Gehörlosengemeinschaft, ohne zu erkennen, dass das Kind hören kann. Gehörlose Eltern verstehen möglicherweise nicht richtig, dass eine gehörlose Person zwar wegschauen oder die Augen schließen kann, eine hörende Person jedoch verletzende Worte nicht so einfach ignorieren kann. Die Codas behalten die verletzenden Bemerkungen möglicherweise oft für sich, was die ohnehin schon schwierigen Umstände noch zusätzlich erschwert.
Ein abweichender Hörstatus kann auch praktische Probleme aufwerfen. Gehörlose und Hörende haben unterschiedliche visuelle Aufmerksamkeitsmuster. Gehörlose lassen sich leichter durch Bewegungen im peripheren Sehen ablenken. Gehörlose Eltern nutzen solche Bewegungen oft instinktiv, um die Aufmerksamkeit ihres Kindes zu erregen, was zu Schwierigkeiten bei der gemeinsamen Aufmerksamkeit mit hörenden Kleinkindern führen kann. Die Sensibilität der Eltern für die Signale des Kindes moduliert diesen Effekt. Hochsensible Eltern können sich besser auf die Unterschiede zwischen ihrem Kind und ihnen einstellen.

## Unterstützungsorganisationen
Millie Brother gründete die Organisation CODA (Children of Deaf Adults) 1983 als gemeinnützige Organisation für hörende Kinder gehörloser Eltern. Die erste Jahreskonferenz fand 1986 in Fremont statt. Die Konferenzen sind gewachsen und haben einen internationalen Status angenommen. Die Teilnehmer kommen aus der ganzen Welt. CODA zielt darauf ab, das Bewusstsein für die einzigartigen Erfahrungen und Probleme des Aufwachsens zwischen diesen beiden Kulturen zu schärfen. Es bietet Codas ein Forum, um die gemeinsamen Probleme und Erfahrungen mit anderen Codas zu diskutieren.
Unabhängig von der verwendeten Laut- und Gebärdensprache ist CODA davon überzeugt, dass solche Gefühle und Erfahrungen, die sich aus der binären Beziehung der beiden unterschiedlichen Kulturen ergeben, von Codas allgemein wahrgenommen werden. CODA bietet Bildungsmöglichkeiten, fördert Selbsthilfe, organisiert Lobbyarbeit und dient als Ressource für Codas, die sowohl in gebärdensprachlichen als auch in nicht gebärdensprachlichen Umgebungen aufwachsen.
Es gibt Selbsthilfegruppen für gehörlose Eltern, die sich Sorgen um die Erziehung ihrer hörenden Kinder machen, sowie Selbsthilfegruppen für erwachsene gehörlose Eltern. Eine Organisation, KODAheart bietet über eine Bildungswebsite und Pop-up-Camps Bildungs- und Freizeitressourcen für gehörlose Eltern und hörende Kinder an. Für KODAs wurden mehrere Camps eingerichtet:
- Camp Mark Seven wurde 1998 als erstes KODA-Camp gegründet. Es gibt zwei zweiwöchige Programme für Camper im Alter von 9 bis 16 Jahren.
- Camp Grizzly,[13] das ein einwöchiges Programm für Codas im vorpubertären und jugendlichen Alter anbietet.
- KODAWest, ist ein einwöchiges Camp in Südkalifornien, das jedes Jahr im Sommer für Teilnehmer im Alter von 8 bis 15 Jahren, angehende Betreuer (CIT) im Alter von 16 bis 17 Jahren und Betreuer ab 18 Jahren stattfindet.
- KODA MidWest, findet in Wisconsin statt und bietet mehrere Kurse für Teilnehmer von 7 bis 16 Jahren, Counselors-in-training (CIT) ab 17 Jahren und Counselors ab 18 Jahren. Dieses Camp bietet drei Kurse pro Sommer mit einer großen Bandbreite an Altersgruppen der Teilnehmer und ist oft zu jedem Kurs voll belegt.[14]

Es gibt auch CODA in Großbritannien, Irland, Hongkong, Deutschland, Italien und Frankreich.

## Bemerkenswerte Codas
- Francesco Antonioli
- Alexander Graham Bell
- Lon Chaney[15]
- Dennis Daugaard
- Louise Fletcher
- Edward Miner Gallaudet
- Richard Griffiths
- Costel Pantilimon
- Paul Raci
- Homer Thornberry
- Jim Verraros

### Fiktive Codas
- Gil Grissom aus der Fernsehserie CSI: Crime Scene Investigation
- Abby Sciuto aus der TV-Serie NCIS
- Lara aus dem deutschen Film Jenseits der Stille
- Paula Bélier aus dem französischen Film La Famille Bélier
  - Ruby Rossi aus Coda, dem amerikanischen Remake von La Famille Bélier
- Stephan Jänicke aus der deutschen Netflix-Serie Babylon Berlin

## Verwandte Akronyme der Gehörlosenkultur zur Identifizierung von Familienmitgliedern
- Doda – gehörloses Kind gehörloser Eltern (deaf of deaf adult)
- Doha - gehörloses Kind hörender Eltern (deaf of hearing adult)

## Publikationen
- Paul Preston: Mother father deaf: living between sound and silence, Harvard University Press, 1995-09-01, ISBN 978-0-674-58748-9, URL https://archive.org/details/motherfatherdeaf00pres7
- Leah Hager Cohen: Train go sorry: inside a deaf world, Vintage, 1995-04-25, ISBN 978-0-679-76165-5, URL https://archive.org/details/traingosorryinsi00cohe_1
- Kambri Crews: Burn Down the Ground: A Memoir, Villard, 2012, ISBN 978-0-345-51602-2
- Guido: Adytum, 2012, URL http://www.guidosbooks.com